# بوگولچان
بوگولچان (انگلیسی: Bugulchan) یک شهرک در شهرستان کویورگازینسکی جمهوری باشقیرستان در کشور روسیه است.